# ألف هال
ألف هال (23 يناير 1896 في المملكة المتحدة - 1964) (بالإنجليزية: Alf Hall)‏ هو لاعب كريكت جنوب أفريقي. شارك مع منتخب جنوب أفريقيا الوطني للكريكت.

## وصلات خارجية
- ألف هال على موقع إي آس بي آن كريك إنفو (الإنجليزية)